# Пенькозавод (Брянская область)
Пенькозаво́д — посёлок в Севском районе Брянской области, входит в состав Севского городского поселения.

## География
Посёлок находится в юго-восточной части Брянской области, на расстоянии примерно 3 км к северу (по прямой) от города Севск, административного центра района.

### Часовой пояс
Посёлок Пенькозавод, как и вся Брянская область, находится в часовой зоне МСК (московское время). Смещение применяемого времени относительно UTC составляет +3:00.

## История
Упоминается с 1930-х годов. На карте 1941 года был отмечен как производственный объект.

## Население
| 2010 | 2013 |
| ---- | ---- |
| 43   | ↘40  |

### Национальный состав
Согласно результатам переписи 2002 года, в национальной структуре населения русские составляли 97 % из 31 чел.